# Jardin botanique de Tourcoing
Le Jardin botanique de Tourcoing 11 900 m2 comporte un jardin botanique et un arboretum, il est situé au No 32, rue du Moulin Fagot, Tourcoing , une commune française située dans le département du Nord, dans les Hauts-de-France .

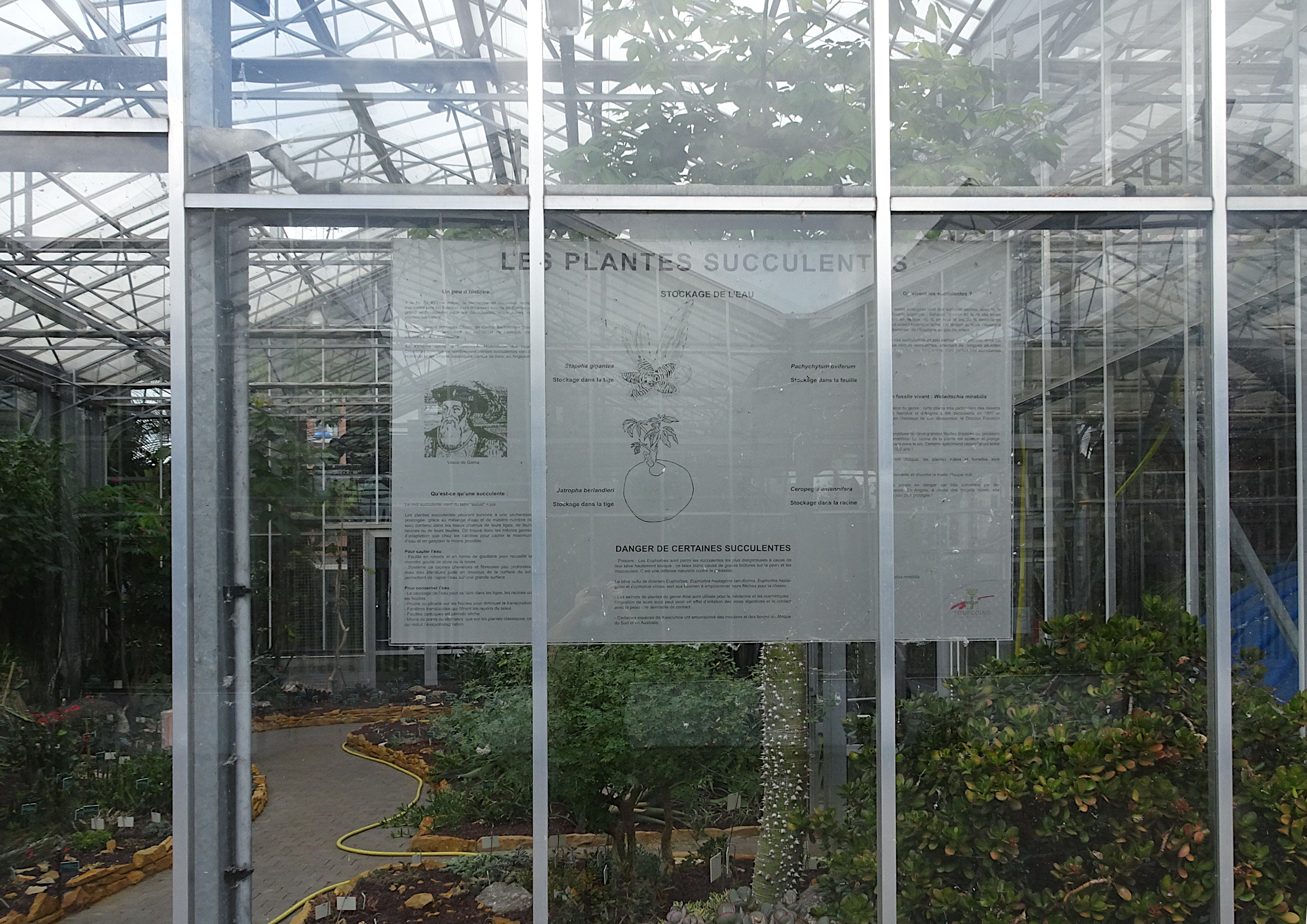
Serre des plantes succulentes du Jardin botanique de Tourcoing.

## Histoire
L’ histoire du Jardin botanique de Tourcoing est liée à l’ancien filateur de laines, Émile Leplat. Sa conjointe, d’origine irlandaise, et lui étaient passionnés par le charme des parcs publics d’outre-Manche. Aussi en 1906, il proposa à la Ville de Tourcoing d’acquérir sa propriété, à condition qu’elle soit convertie en jardin public. Le conseil municipal de Tourcoing concrétisera le rachat des terrains en 1919  .

## Description
Le jardin a été créé en 1917 sur le site d'un ancien jardin privé, et a été rénové et agrandi et il est organisé en cinq sections principales .
- L'allée des cerisiers
- Les serres des plantes succulentes que l'on trouve principalement autour du bassin méditerranéen, au Mexique, en Afrique du Sud, en Amérique du Sud, en Inde et dans les déserts chauds du globe [4]. Ces collections de plantes ont une fonction éducative, en premier lieu avec la présentation de collection de plantes étiquetées pour aider à l’enseignement de la systématique (l’école de botanique), ensuite avec des projets pouvant aller de l’introduction de nouvelles plantes dans un milieu étranger à des conseils, voire des cours de jardinage, ou l’accueil de groupes scolaires[5]. Elles comportent de nombreuses plantes, notamment les Adromischus, les Orchidées, les Fuchsias, et des plantes carnivores: Tillandsia, Sarracénie.
- Le jardin à la française est divisé en quatre quadrants, et il est structuré en lignes orthogonales.
- Le jardin à l'anglaise est représentatif du courant éclectisme  qui était en vogue entre les années 1860 et la fin des années 1920.
- Le nouveau jardin avec un thème nord-américain ce jardin est composé de deux « îlots botaniques » : Amérique du Nord-Est et Amérique du Nord-Ouest. Il contient de beaux spécimens d'arbres: Fagus sylvatica, Pinus nigra, Tilleul à grandes feuilles, Acer pseudoplatanus, Aesculus hippocastanum, Fraxinus excelsior, Platanus x acerifolia, Populus nigra, Prunus serrulata, Robinia pseudoacacia, Taxus baccata, et  d'autres arbres de moindre importance comme les  Acer platanoides, Ailanthus altissima, Crataegus, Fagus sylvatica, Ginkgo biloba, Gleditsia triacanthos, Ilex aquifolium, Pin de l'Himalaya, Pinus mugo, Pinus nigra, Pyrus communis, Salix alba, Sophora japonica, Taxus baccata et Tilia americana.

## Visites guidées
Le succès du jardin botanique dépend du public qu'il reçoit. il est aussi large que possible. Le jardin offre l'accès à de nombreux visiteurs, pour ce faire il est ouvert tous les jours, et l'entrée est gratuite.